# Anna Guixà i Fisas
Anna Guixà i Fisas (Barcelona, 1984) és una política catalana i alcaldessa de Sant Quirze Safaja des del 2015.
Llicenciada en Comunicació Audiovisual per la Universitat Ramon Llull (URL) i amb un màster en Direcció de Comunicació i un altre en Empreses Familiars, és directora d'una agència de Comunicació i Disseny. Des de l'any 2015, en què guanyà les eleccions municipals, hagué de compaginar la seva professió al capdavant de l'empresa Let's Comunica'm amb el càrrec d'alcaldessa de Sant Quirze Safaja, la població on viu des de l'any 2003.
Vinculada al món associatiu de Sant Quirze, a través del Grup de Geganters, el Grup Nou de Teatre i el Centre Excursionista, també ha estat regidora de l'Ajuntament des de l'any 2011. El juny del 2015 va encapçalar la candidatura del Partit Demòcrata Europeu Català a l'alcaldia de Sant Quirze, un repte que repetí amb èxit el 2019 quan va tornar a guanyar les eleccions municipals, aquest cop amb majoria absoluta i amb un nombre més gran de regidors.
A més d'alcaldessa de Sant Quirze, des del 2015 al 2019 també ha exercit com a vicepresidenta del Consell Comarcal del Moianès, i des del 2019 com a consellera a l'oposició.
Pel que fa a la seva militància al Partit Demòcrata, des de 2015 és membre del Comitè Nacional, del Consell Nacional i de l'executiva de la vegueria de la Catalunya Central. Des del juny del 2018 al juliol del 2019 fou adjunta al cap de gabinet del departament d'Empresa i Coneixement de la Generalitat de Catalunya.